# Vieh

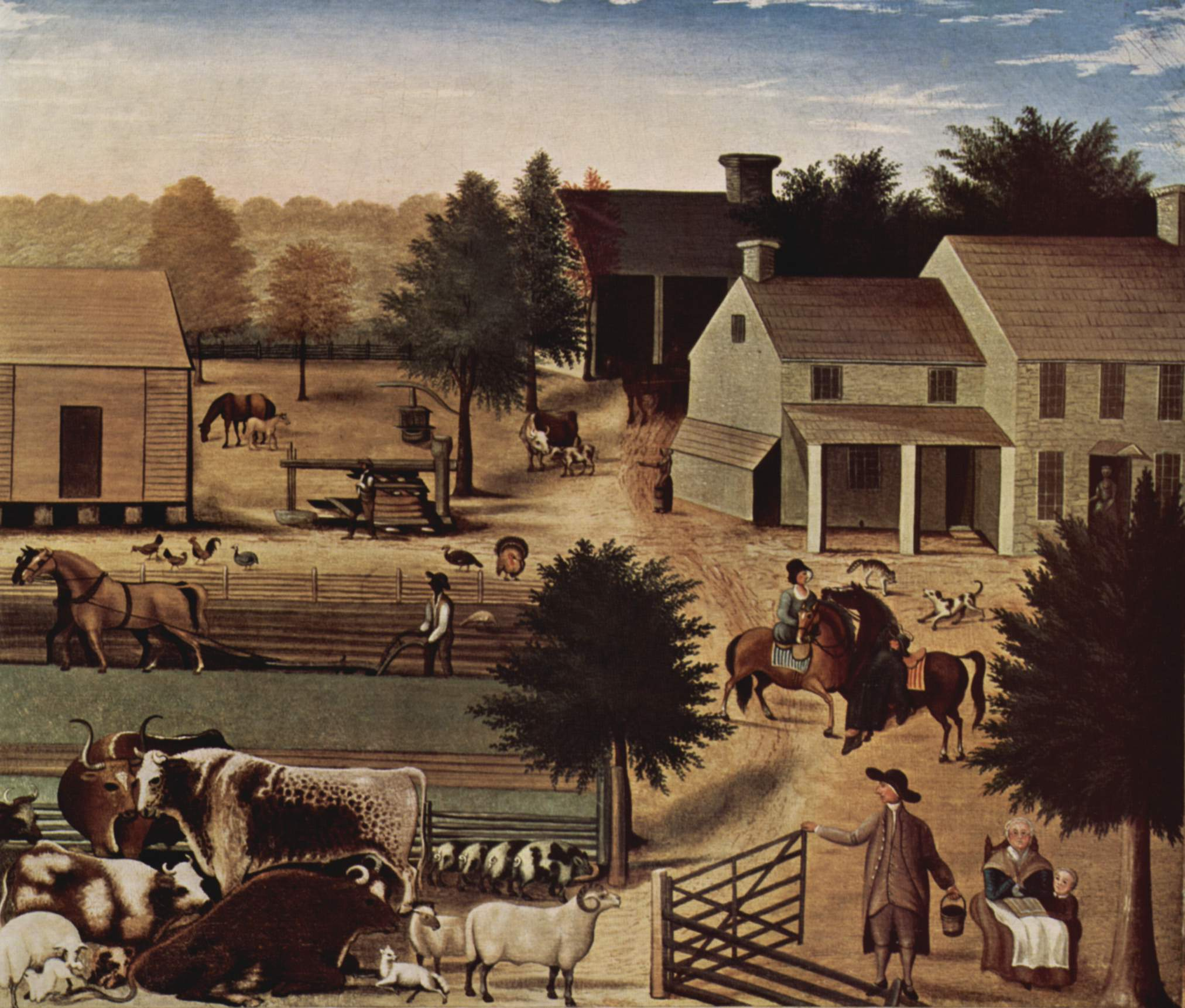
Landwirtschaftliche Viehhaltung 1787, Gemälde von Edward Hicks

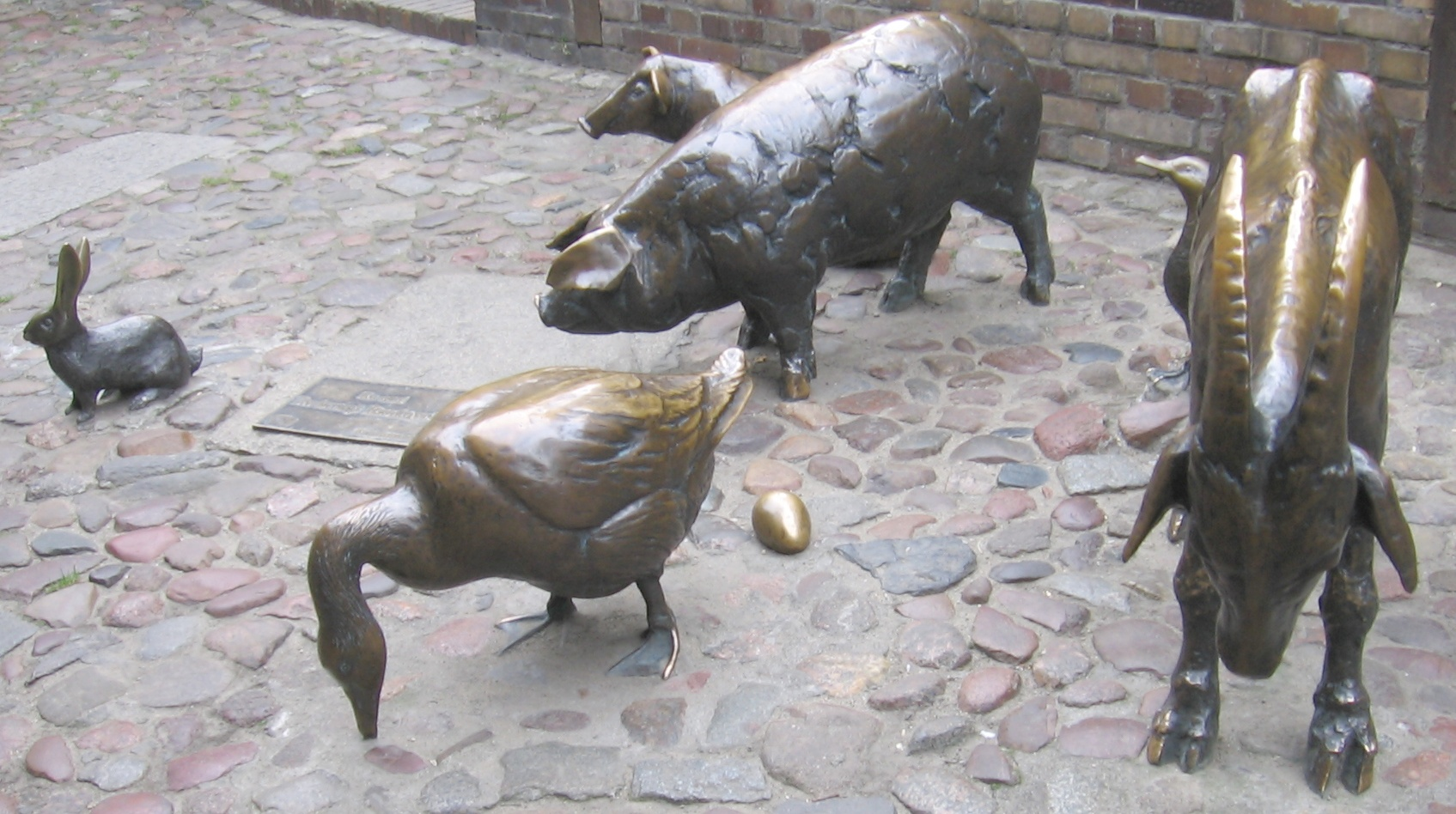
Denkmal der Schlachttiere in Breslau

Vieh bezeichnet in der Regel domestizierte Nutztiere in der Landwirtschaft, insbesondere den gesamten Tierbestand in einem landwirtschaftlichen Betrieb oder eine andere Gesamtheit von Nutztieren (z. B. „das Vieh auf der Weide“), manchmal auch ein einzelnes Nutztier.

## Bedeutungsumfang
Mit Vieh sind oft Rinder gemeint, was sich auch an der Bezeichnung einiger Rinderrassen zeigt (z. B. Fleckvieh, Braunvieh, Gelbvieh), aber auch andere Arten von Nutztieren werden zum Vieh gerechnet (siehe unten: Groß- und Kleinvieh). Geflügel wird zum Kleinvieh gezählt und gelegentlich Federvieh genannt, jedoch werden landwirtschaftlich genutzte Vögel nicht als Vieh bezeichnet.
Es gibt viele Arten von Nutztieren, die nicht zum Vieh zählen. Beispielsweise sind Gebrauchshunde, Honigbienen oder Labormäuse Nutztiere, sie gehören aber nicht zum Vieh.
Mit einem Vieh kann in der Umgangssprache auch irgendein Tier gemeint sein. Die mundartliche Form Viech hat abwertenden Charakter. Bei übertragenem Gebrauch kann sich Vieh oder Viech auf einen „tierischen“, unkultivierten Menschen beziehen.

## Großvieh und Kleinvieh
- Unter Großvieh versteht man in Mitteleuropa in der Regel Rinder, Pferde und Schweine (während eine Großvieheinheit ein Umrechnungsschlüssel nach dem Lebendgewicht (500 kg) eines Rindes ist).
- Zum Kleinvieh zählen Schafe, Ziegen, Geflügel und Kaninchen.
- Manchmal werden Schwein, Schaf und Ziege als Mittelvieh zusammengefasst.

## Einteilung nach Nutzungsart
Entsprechend der vorrangigen Nutzung wird Vieh unterteilt in Fleischvieh bzw. Schlachtvieh (für die Fleischerzeugung), Milchvieh (Rinder für die Milchproduktion), Zugvieh bzw. Arbeitsvieh (zum Beispiel Pferde, Esel oder Ochsen) und Zuchtvieh (für die Viehzucht). Zur Bewertung des Zuchtviehs werden Viehschauen abgehalten.
Als Faselvieh bezeichnete man noch um 1800 das zur Zucht bestimmte Vieh, zum Unterschied zum Mastvieh. Da man es nur notdürftig fütterte, bedeutete Faselvieh oft überhaupt mageres, ungemästetes Vieh. Gemeindeverordnungen verpflichteten Haushaltungen zur Haltung des Faselviehs.
Höhenvieh ist eine Sammelbezeichnung für Gebirgsrassen von Rindern.